# Síndrome do QT longo
Síndrome do QT longo é um tipo de taquiarritimia ventricular congênita. Caracteriza-se por um alongamento do espaço QT (decorrente de alterações nos canais iônicos miocárdico) no eletrocardiograma de surfície, evento associado a um risco elevado de torsades de pointes ou de fibrilação ventricular podendo evoluir para uma síncope,  flutter, PCR e morte súbita.
Pode se apresentar de maneira isolada ou associada a várias malformações, como na síndrome de Romano-Ward, mais comum, ou na síndrome de Jervell e Lange-Nielsen, menos frequente, ligada à surdez, nos casos autossómicos recessivos. Pode ainda ocorrer de forma adquirida, provocada por  medicamentos antiarrítmicos do grupos IA, IB e III ou por alguns anti-histamínicos.
Geralmente é diagnosticada após um evento cardíaco subsequente a exercício físico ou crise emocional, por exemplo.